# Eonaphis pauliani
Eonaphis pauliani är en insektsart som beskrevs av Essig 1957. Eonaphis pauliani ingår i släktet Eonaphis och familjen långrörsbladlöss. Inga underarter finns listade i Catalogue of Life.